# غوفر عاري
غوفر عاري (الاسم العلمي:Pappogeomys gymnurus) هو نوع من الحيوانات يتبع جنس غوفر مكسيكي من فصيلة الغوفرية.